# Yevhen Adamtsevytch
Yevhen Oleksandrovitch Adamtsevytch (en ukrainien : Євген Олександрович Адамцевич ; 1904-1972), est un kobzar (ménestrel ukrainien).

## Biographie
Né à Solonytsia, oblast de Poltava, devint aveugle à l'âge de deux ans, fut l'élève de Mousy Oleksienko, il est surtout connu pour l'écriture de la Marche Zaporogue.

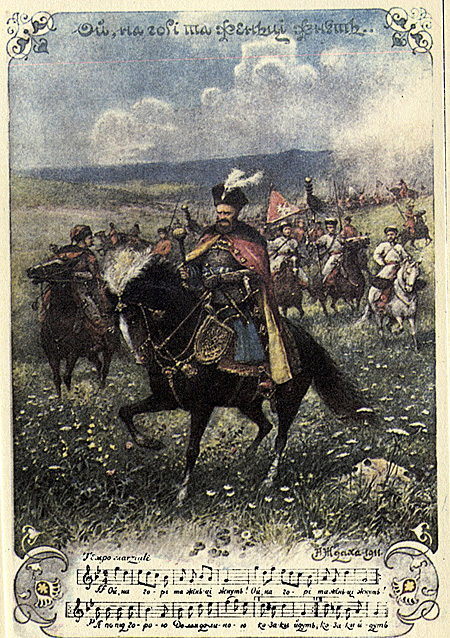
Hey, les moissonneurs récoltent sur la colline.